# Pterophorus lieftincki
Pterophorus lieftincki – gatunek motyla z rodziny piórolotkowatych.
Gatunek ten został opisany w 2000 roku przez Ceesa Gielisa.
Motyl znany tylko z 1 okazu samicy o rozpiętości skrzydeł 19 mm. Głowa i tułów kremowo-białe z jasnobrązowymi liniami na śródtułowiu. Przednie skrzydła z wierzchu ochrowobiałe z czarno-brązowymi plamkami i szarobiałą strzępiną. Tylne skrzydła z wierzchu kremowobiałe z szarobiałą strzępiną. Od spodu na obu parach widoczne jasnobrązowe łuski. Narządy rozrodcze samic o ukośnym ostium, krótkim antrum i vesica seminalis dłuższym od torebki kopulacyjnej. Ta ostatnia pozbawiona signum.
Owad znany wyłącznie z zachodniej części indonezyjskiej Jawy.